# 劇団ノーティーボーイズ
劇団ノーティーボーイズ（げきだんのーてぃーぼーいず）は、2000年に旗揚げした日本の劇団。主宰は元芸人の中島大和。スクランブルコメディと称した笑いあり涙ありスリルありのオリジナル作品を年1〜3回公演。1公演あたりの平均動員数は約1,200人。

## 概要
2000年、元お笑いコントグループらんぶるふぃっしゅの中島大和と遠藤環を中心に旗揚げ。中島大和自らが作・演出を手掛けた『アンラッキーパンプキンズ』を公演。旗揚げ当時のメンバーは大和（中島大和の別名）、芳岡謙二（元らんぶるふぃっしゅ）、前田敏郎、東山教清。
以降、主宰の中島大和が演出や脚本を手がけたオリジナルのスクランブルコメディ作品を中心に公演。主な劇団所属俳優の他、客演俳優を迎えた本公演や、所属俳優それぞれの個人活動、他劇団や俳優とのコラボレーション及びプロデュース公演を行う等、幅広く活躍している。
2006年、コラボレーション企画『劇団スーパー・エキセントリック・シアター Chemical reaction プロジェクト』を始動。化学反応の様な公演をコンセプトに、劇団ノーティーボーイズの旗揚げ作品『アンラッキーパンプキンズ』をSET八木橋修の演出、主演に松田悟志を迎え再演。
劇団スーパー・エキセントリック・シアター（略称：SET）、劇団ノーティーボーイズ、松田悟志の当時のオフィシャルファンクラブ 『ML-MatsudaLaboratory-』の運営会社であるシープエックス、当時の所属事務所サンミュージック出版で『アンラッキーパンプキンズ2006製作委員会 』を発足し、松田悟志、野崎数馬らとトークイベント『パンプキンナイト』を開催した。
2008年、同プロジェクト『スモーキング・ガレージ』を公演。
2013年1月、若手俳優ユニットSECOND・N PRODUCEを旗揚げ。主宰・演出は大和。ノーティーボーイズの過去作品等を公演。
2016年4月SECOND・N PRODUCE VOL.15『畳屋バラッド』へ森脇和成（元・猿岩石）が参加。芸能界復帰後、初舞台出演を果たす。
2021年には劇団ノーティーボーイズproduceケミカルリアクションを始動。
ACT.1は『キズ絆-KIZU-BAN-』を再演。 松尾龍、海老澤健次、川本紗矢をゲストに迎えたコラボレーション公演を行った。
2023年、ACT.2『騙っちゅーの！』再演。主演は冨岡健翔。杉本有美、野澤祐樹、星守紗凪が客演。
2024年3月、ACT.3は"ハイスピードスクランブルコメディ"『Only Stupid They』を再演。主演は阿部快征、ヒロインに伊藤優衣、正木郁、矢尾一樹がゲストとして客演した。
2025年、25周年記念として3部作の本公演を発表。
第1弾は2月25日 - 3月2日、代表作『キズ絆-KIZUBAN-』。主演の金山仁役を初演時の中島大和に代わり、ノーティーボーイズ本公演での客演は2度目（ケミカルリアクションを含めると4度目）となる松田悟志が演じた。
第2弾は7月15日 - 20日、『騙っちゅーの!』を再演。主演は森脇和成、井上新渚。客演に神木彩良、鈴木アトム、渡辺克己、川崎愛が出演。中島大和が前作『キズ絆-KIZUBAN-』に続き、坂上浩史役を好演した。
3部作の最後の作品となる第3弾は12月9日 - 14日、『LOCK,STOCK&BARREL』を中野坂上ハーモニーホールにて公演予定。劇団ノーティーボーイズ現オール劇団員が総出演するほか、客演には第一弾に続き松田悟志が出演することが発表された。

## 主な所属俳優
- 中島大和
- 金馬貴之
- 森脇和成
- 境浩一朗
- 大田正裕
- 鈴木優介
- 斎藤真吾
- 鈴木コウタ
- 保
- 三枝俊博
- 路上役者亮佑
- 鈴木ゆか
- 井上新渚
- 藤澤友千菜
- maica
- 齊藤佳央里

## 過去に所属していた俳優
- 芳岡謙二（1st - 、 ノーティーボーイズ×NineStars ）
- 前田敏郎（1st - 4st）
- 東山教清（1st - 4st）
- 三原珠紀（1st - ）
- 古宮基成（2nd - 、 ノーティーボーイズ×NineStars ）
- 滝沢明弘（5th -、 ノーティーボーイズ×NineStars  ）
- 峯村純一（9th - 12th、15th）

## 客演として参加した俳優
- 青木映樹（13th）
- 有坂来瞳（4st、6th）
- 伊佐美紀（12th）
- 石橋けい（7th、8th）
- 石原幸弘（13th）
- いしのようこ（5th）
- 磯部彩実（ノーティーボーイズ×NineStars）
- 井上佳子（6th）
- 今市直之（8th）
- 宇佐見涼（2nd）
- 内田晃一（ノーティーボーイズ×NineStars）
- 越智俊光（9th）
- 榎本佑己（ノーティーボーイズ×NineStars、本公演13th）
- 城戸裕次（4st）
- 金森康将（11th）
- 河本千明（6th）
- 木下雅之（1st）
- 清瀬真里（4st、6th）
- 久ヶ沢徹（8th）
- 黒須あゆ美（11th）
- 近藤祐子（ノーティーボーイズ×NineStars）
- 佐古井隆之（11th、13th）
- 佐野大輔（7th）
- 住吉玲奈（3rd）
- たなかひとみ（ノーティーボーイズ×NineStars）
- トダタロー（7th）
- 豊田真里（7th）
- 中丸智恵（12th）
- 永田耕一（7th）
- 野口薫（5st）
- 畠山雄輔（13th）
- 原口勝（ノーティーボーイズ×NineStars）
- ひがし由貴（2nd）
- 雛形あきこ（4st）
- 藤田淑子（4st）
- 前田つばさ（8th）
- 松田愛子（ノーティーボーイズ×NineStars）
- 松田悟志（劇団SET produceケミカルリアクション1、2、本公演23th、26th）
- 松田かほり（3rd）
- 松山幸次（6th）
- 三田和希（2nd）
- 御舘田朋佳（7th-9th）
- 宮田真帆（9th、12th、ノーティーボーイズ×NineStars）
- 宗清真理子（11th）
- 桃生万里子（8th）
- 山本亮（13th）
- 優（ノーティーボーイズ×NineStars、本公演13th）

## 本公演記録
2002年
- アンラッキーパンプキンズ（旗揚げ公演、2002年6月14日 - 6月16日、全5公演、ウッディシアター中目黒）
- キズ絆（2nd ACT、2002年6月14日 - 6月16日、全5公演、ウッディシアター中目黒）

2003年
- 絡縺 RAKU REN（3rd ACT、2003年1月23日 - 1月26日、全7公演、ウッディシアター中目黒）
- 畳屋バラッド（4st ACT、2003年6月25日 - 6月29日、全9公演、ウッディシアター中目黒）
- 裏☆HAPPY（5th ACT、2003年10月29日 - 11月3日、全10公演、ウッディシアター中目黒）

2004年
- 愛しの☆ギョレンジャー（6th ACT、2004年4月20日 - 4月25日、全10公演、ウッディシアター中目黒）

2005年
- 公務員ドリーム-本気でドンペリ5秒前-（7th ACT、2005年2月1日 - 2月6日、全9公演、萬スタジオ）
- 騙っちゅーの!（8th ACT、2005年7月1日 - 7月10日、全16公演、ウッディシアター中目黒）

2006年
- SIMPLY BECAUSE IMITATION（9th ACT、2006年3月21日 - 3月26日、全9公演、ウッディシアター中目黒）

2007年
- 頓狂するは我にあり-あんまり みどりみどり してない緑が好きなんだけど-（11th ACT、2007年10月4日 - 10月7日、全7公演、恵比寿・エコー劇場）

2008年
- 絡ませたり縺れたりしたら、ほどかないとダメだよ‼︎（12th ACT、2008年6月11日 - 6月15日、全8公演、中野ザ・ポケット）

2009年
- 7MENS & 6WOMENS（劇場ノーティーボーイズ×Nine Stars、2009年 11月24日 - 11月29日、全8公演、築地本願寺ブディストホール）

2011年
- ノーティーボーイズ的蒲田行進曲（13th ACT、2011年1月18日 - 1月23日、全8公演、中野ザ・ポケット）- 原作：つかこうへい、脚色/演出：大和

2014年
- Delicate Fellow's etc. -微妙な奴等-（14th ACT、2013年、中目黒キンケロシアター）

2015年
- Only Stupid They（15th ACT、2015年3月17日 - 3月22日、全9公演、中野ザ・ポケット）

2016年
- SNAP DECISION スナップデシション－見切り発車と天気あめ－（16th ACT、2016年7月12日 - 7月17日、全9公演、築地本願寺ブディストホール）

2017年
- Silly Talk（17th ACT、2017年6月13日 - 6月18日、全9公演、築地本願寺ブディストホール）

2018年
- 6Men × 7Women（18th ACT、2018年3月13日 - 18日、全10公演、ウッディシアター中目黒）
- いつかヘッドをロックして（19th ACT、2018年7月24日 - 7月29日、全10公演、築地本願寺ブディストホール）
- Naked Girls -裸の女達-（ノーティーガールズ1st ACT、2018年10月2日 - 10月7日）
- SIMPLY BECAUSE IMITATION -偽物だからこそ-（番外公演、2018年12月4日 - 12月9日、高田馬場ラビネスト）

2019年
- それはいつも♂♀からはじまるetc（20th ACT、2019年5月28日 - 6月2日、10公演、中野テアトルBONBON）
- ぼんじり（ノーティーガールズ2nd ACT、2019年10月8日 - 10月13日、築地本願寺ブディストホール）

2020年
- UNDERCOVER（21st ACT、2020年3月3日 - 3月8日、10公演、築地本願寺ブディストホール）

2022年
- BLATHER -ヨタバナシヲアナタニ-（ACT22、2022年5月24日 - 5月29日、下北沢駅前劇場）
- Café de 金剛（ACT23、松田悟志×劇団ノーティーボーイズ、2022年11月8日 - 11月13日、全10公演、中野坂上ハーモニーホール）

2023年
- OUT OF IT —向日葵の季節に、それを想う？-（ACT24、2023年7月18日 - 7月23日、全10公演、築地本願寺ブディストホール）

2024年
- BACK PAIN BLUES -ヨウツウノユウツ-（ACT25、2024年11月12日 - 11月17日、全10公演、中野坂上ハーモニーホール）

2025年
- キズ絆 KIZU-BAN（ノーティーボーイズ25周年第一弾、ACT26、2025年2月25日 - 3月2日、全10公演、中野坂上ハーモニーホール）
- 騙っちゅーの！（第二弾、ACT27、2025年7月15日 - 20日、全10公演、中野坂上ハーモニーホール）
- LOCK,STOCK&BARREL（第三弾、ACT28、2025年12月9日 - 12月14日予定、全10公演、中野坂上ハーモニーホール）

## ケミカルリアクション

### 劇団スーパー・エキセントリック・シアター Chemical reaction プロジェクト

#### 2006年
- アンラッキーパンプキンズ（2006年5月11日 - 14日、全6公演、新宿シアターサンモール、アンラッキーパンプキンズ2006製作委員会） - 作：大和、演出：八木橋修[23]

#### 2008年
- スモーキング・ガレージ 〜ふぞろいな♂たち〜（劇団スーパー・エキセントリック・シアター Chemical reaction プロジェクト、平成19年度文化庁芸術団体人材育成支援事業 創作劇奨励公演３、社団法人日本劇団協議会）（2008年2月22日 - 26日、全6公演、シアターサンモール） - 作：大和、演出：八木橋修

### ノーティーボーイズ produce ケミカルリアクション

#### 2021年
- ACT.1 キズ絆-KIZU-BAN-（2021年6月15日 - 6月20日、10公演、築地本願寺ブディストホール）

#### 2023年
- ACT.2 騙っちゅーの!（2023年3月1日 - 3月5日、9公演、シアターサンモール）

#### 2024年
- ACT.3 Only Stupid They（2024年5月29日 - 6月2日、9公演、シアターサンモール）[24]

## その他の公演

### ノーティーボーイズ×NineStars Collaboration Planning
- Seven men Six Women ♂と♀で…何するの…？（2009年11月24日 - 11月29日、全8公演、築地ブディストホール）

## SECOND・N PRODUCE
- VOL.1 騙っちゅーの!（2013年1月16日 - 1月21日、学芸大学・千本桜ホール）
- VOL.2 絡種 RAKU-REN（2013年2月19日 - 2月24日、学芸大学・千本桜ホール）
- VOL.3 愛しの★ギョレンジャー（2013年6月4日 - 6月9日、Geki地下Liberty）
- VOL.4 キズ絆 KIZU-BAN（2014年1月14日 - 1月19日、学芸大学・千本桜ホール）
- VOL.5 畳屋バラッド（2014年2月25日 - 3月2日、学芸大学・千本桜ホール）
- VOL.6 絡種 RAKU-REN（2014年7月8日 - 7月13日、学芸大学・千本桜ホール）
- VOL.7 HOT SPICE!（2014年9月23日 - 9月28日、学芸大学・千本桜ホール）
- VOL.8 SEVENMEN SIXWOMEN（2015年4月21日 - 4月26日、高田馬場・ラビネスト）
- VOL.9 SIMPLY BECAUSE IMITATION -偽物だからこそ-（2015年6月16日 - 6月21日、学芸大学・千本桜ホール）
- VOL.10 騙っちゅーの！（2015年7月21日 - 7月26日、高田馬場・ラビネスト）
- VOL.11 DOWNTOWN HOTEL（2015年10月13日 - 10月18日、学芸大学・千本桜ホール）
- VOL.12 絡種 RAKU-REN（2015年11月24日 - 11月29日、高田馬場・ラビネスト）
- VOL.13 キズ絆 KIZU-BAN（2016年1月19日 - 1月24日、学芸大学・千本桜ホール）
- VOL.14 愛しの★ギョレンジャー（2016年3月22日 - 3月27日、高田馬場・ラビネスト）
- VOL.15 畳屋バラッド2016（2016年4月26日 - 5月1日、高田馬場・ラビネスト）
- VOL.16 公務員ドリーム（2016年8月23日 - 8月26日、学芸大学・千本桜ホール）
- VOL.17 Only Stupid They（2016年9月27日 - 10月2日、学芸大学・千本桜ホール）
- VOL.18 裏★HAPPY（2016年12月13日 - 12月18日、西日暮里・キーノートシアター）
- VOL.19 SIMPLY BECAUSE IMITATION -偽物だからこそ-（2017年1月24日 - 1月29日、高田馬場・ラビネスト）
- VOL.20 絡縺（2017年2月21日 - 2月26日、西日暮里・キーノートシアター）
- VOL.21 キズ絆 KIZU-BAN（2017年3月28日 - 4月2日、学芸大学・千本桜ホール）
- VOL.22 SEVENMEN SIXWOMEN 2017（2017年8月29日 - 9月3日、学芸大学・千本桜ホール）
- VOL.23 騙っちゅーの！（2017年10月31日 - 11月5日、学芸大学・千本桜ホール）
- VOL.24 愛しの★ギョレンジャー（2018年1月23日 - 1月28日、高田馬場・ラビネスト）
- VOL.25 キズ絆 KIZU-BAN（2018年4月17日 - 4月22日、高田馬場・ラビネスト）
- VOL.26 キズ絆 KIZU-BAN（2018年5月22日 - 5月27日、高田馬場・ラビネスト）
- VOL.27 騙っちゅーの！（2019年2月19日 - 2月24日、テアトルBONBON）
- VOL.28 DOWNTOWN HOTEL（2019年7月23日 - 7月28日、高田馬場・ラビネスト）